# 中社宋江館
中社宋江館是臺灣臺南市學甲區的一個宋江民俗技藝學會，其原是學甲中社的一個宋江陣會館，會館內供奉田府元帥（即田都元帥），因館內除了五營神將外，僅供俸主祀田都元帥，因此，庄民也稱其為田都元帥壇或者田都元帥廟。會館也是舊時學甲十三庄學甲庄頭中社角的聚落角頭廟，在學甲慈濟宮8大代表選舉區中的歸為學甲中角區。另外，宋江館除了是中社角的角頭廟之外，同時亦為學甲慈濟宮上白礁謁祖與學甲刈香的基本參與單位，也是祭典中重要武陣之一。
行政區在早期原為西明村，學甲設鎮之後改為西明里，其後於2006年2月1日實施行政區域調整，將西明里及宜民里合併明宜里，2010年臺南縣市合併，故中社宋江館目前位於學甲明宜里境內。

## 沿革
學甲中社宋江陣創起於清領臺的末期，至今已約有一百二十餘年歷史，所襲承接派別為黃腳巾，初期成立的目的主要是做為護庄之用，因此許多的陣法都是有實質的武術防禦功能。此外，長久以來幾乎都是以會館形式在庄頭，惟之後強庄護民的功能逐漸失去，其後也漸漸演變成陣頭的表演性質，尤其是在學甲慈濟宮上白礁謁祖與學甲刈香，都會擔任整個遶境遊行隊伍的護衛工作。
但由於近年來由於社會少子化情況日漸嚴重下，加上庄內一些民眾經常性的不在聚落中，並且願意學習民俗技藝的人口銳減，中社宋江館為求宋江陣技藝文化的傳承與發揚，便於2004年10月2日正式申請為學會，並定社名為「社團法人臺南市學甲中社宋江民俗技藝學會」，嘗試藉由會館的學會形式的運作，加上目標為傳承宋江陣的民俗技藝，期許能達到操練會員有強健體魄。 

## 會館運作
宋江陣會館平時並不會有特別的活動，只有在學甲慈濟宮遇有廟事活動才會出陣支援，尤其上白礁謁祖與學甲刈香兩大活動，會在活動開始前一段時間即進行整隊與組訓，主要行程就是提前進行「入館」與「開館」兩大宋江陣儀式，隨著便是開始一練串的陣式訓練，最後就是在謁祖與刈香活動上的演出。
一般傳統的宋江陣從活動前的準備到正式出陣，乃至各種的活動結束之後，都會按著一定的流程(或說儀式)。即:「入館」→「開館」→「探館」→「謝館」等流程，並且每個流程也都其慎重的意義。

## 傳承、軼事
中社宋江陣出陣時演出陣容都是三十六人，他們保存最傳統的「八卦」等陣法，而所有的武術基礎與陣容隊形，都由會館中的教練團自行教授與傳承。除了宋江陣中所需要的基本武藝及陣法外，會館更將宋江陣技藝傳授至學甲中洲、北門三寮灣、麻豆寮仔廍、高雄前金等地區，甚至到後山的臺東卑南等地。另外，1949時中洲的田都元帥廟也曾來中社會館分靈取香火。
早期中社宋江陣隊員僅限本庄（中社）且陳姓宗親參加，然而近年來因少子化加上人口不斷外流等因素，陣頭對於團員的招募愈來愈難，但會館為讓傳統技藝不至於消失，開始了一些傳承與推廣的措施。首先是與鄰近的北門高中進行文化技藝合作，教導學生參與宋江陣兵器運用的實務，並且去感受對打以及陣法走位等地練習，讓學生深入認識宋江陣文化進而願意傳承。
學甲中社宋江館至今雖有百年歷史，然而之前從不招收女學員，即便目前其他地區的宋江陣已不少有女性團員，原先該團也仍然不收女性學員。但基於現今社會男女平等的思維日漸成形，加上團員的招收也確實愈來愈不容易，因此宋江館不得不擺脫往日只收男生的傳統，於2022年開始招募女性團員，當時有5位女性隊員加入練習，並且最小年紀僅11歲。

## 圖集

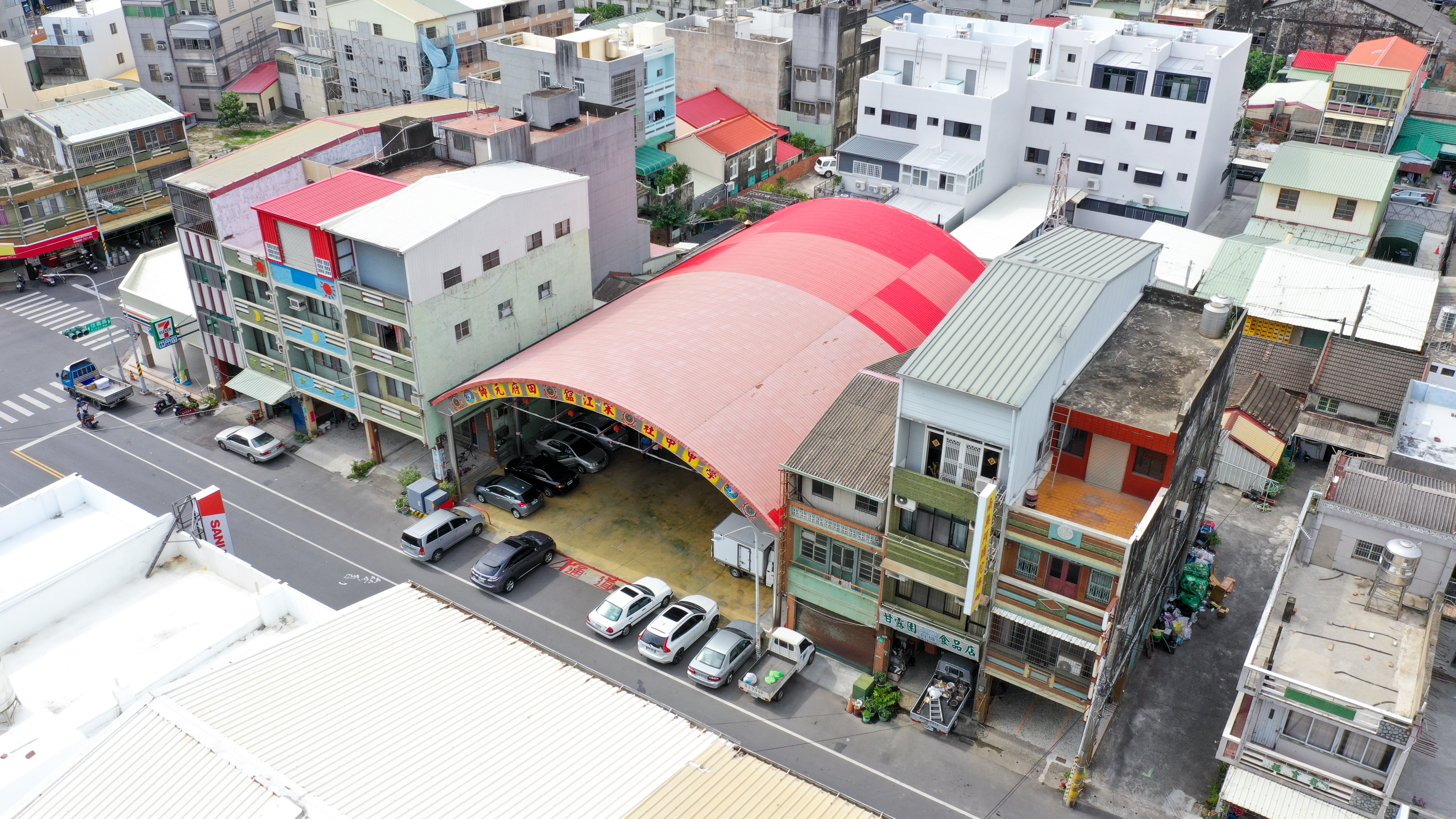
學甲中社宋江館-空照
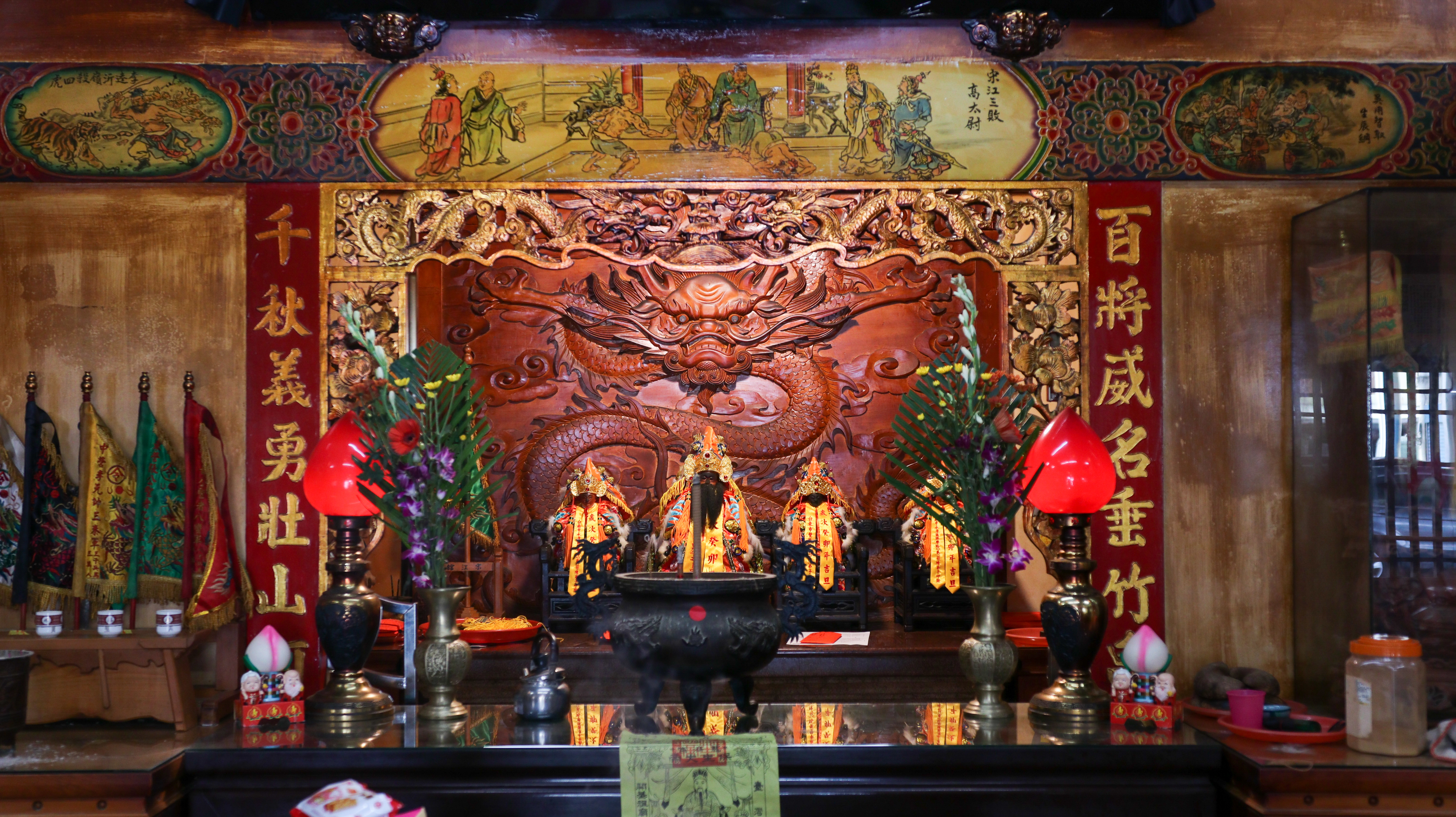
學甲中社宋江館-神龕
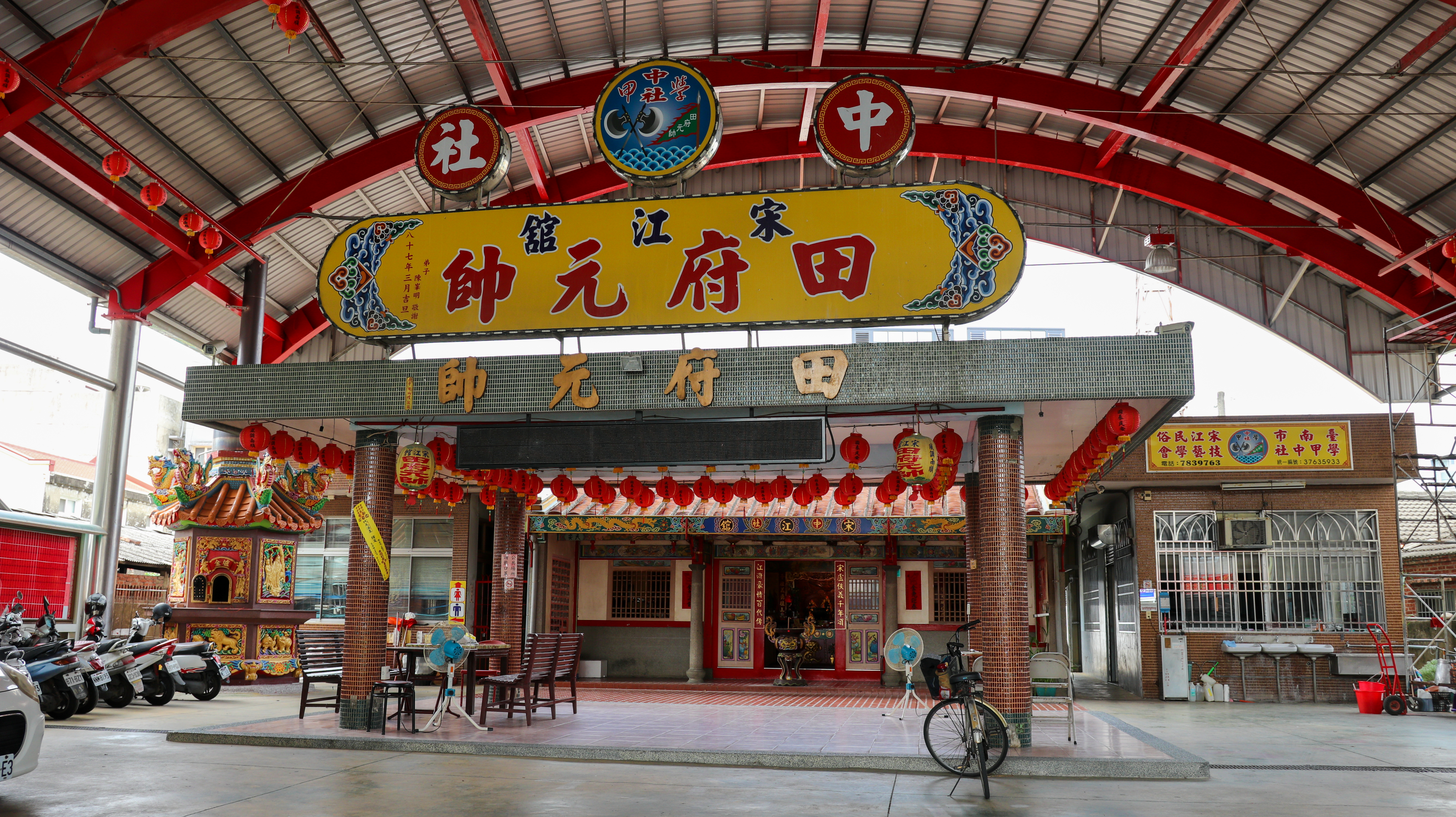
學甲中社宋江館-正門
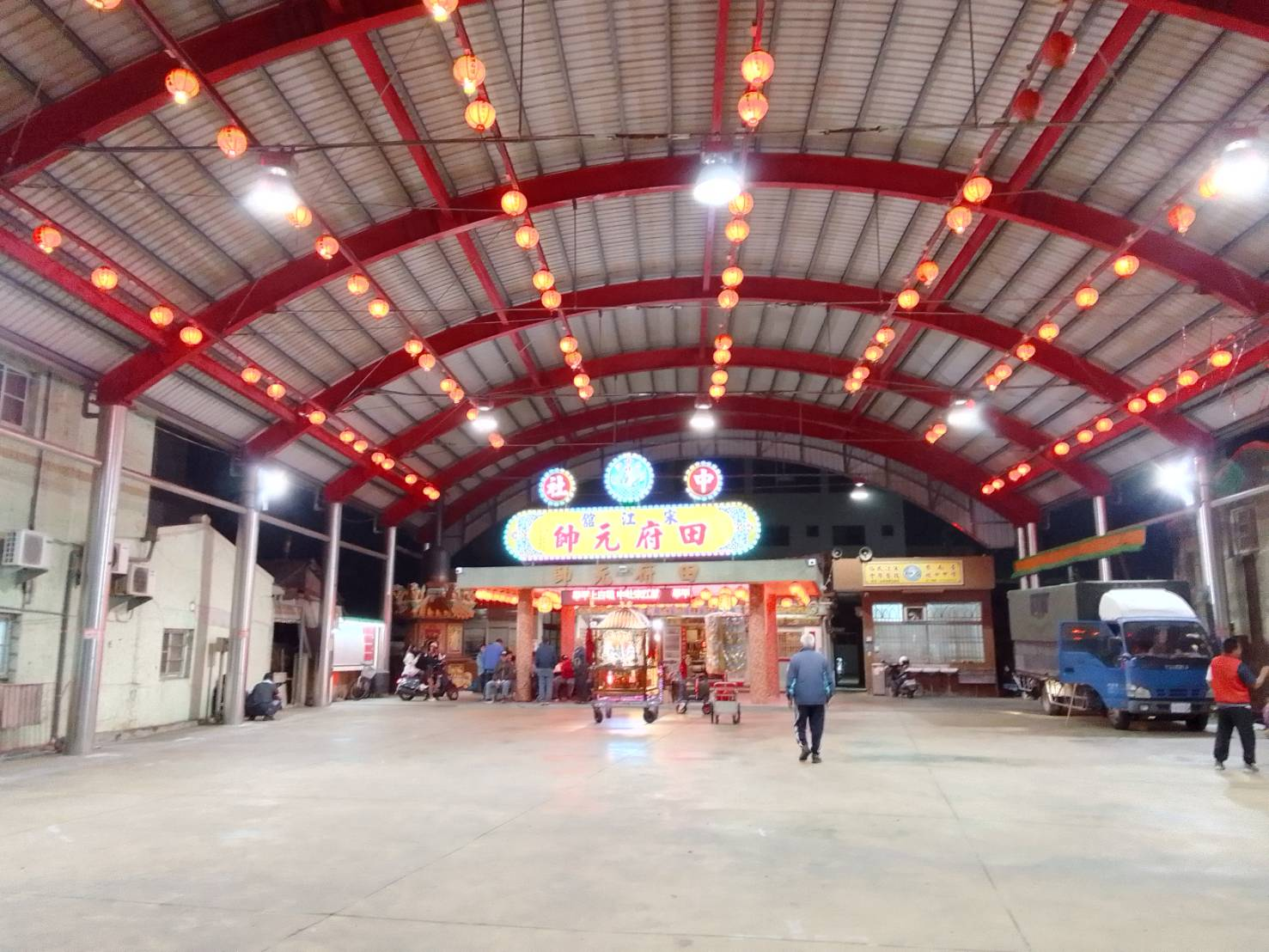
學甲中社宋江-會館前廣場